# Dwojak (moneta)

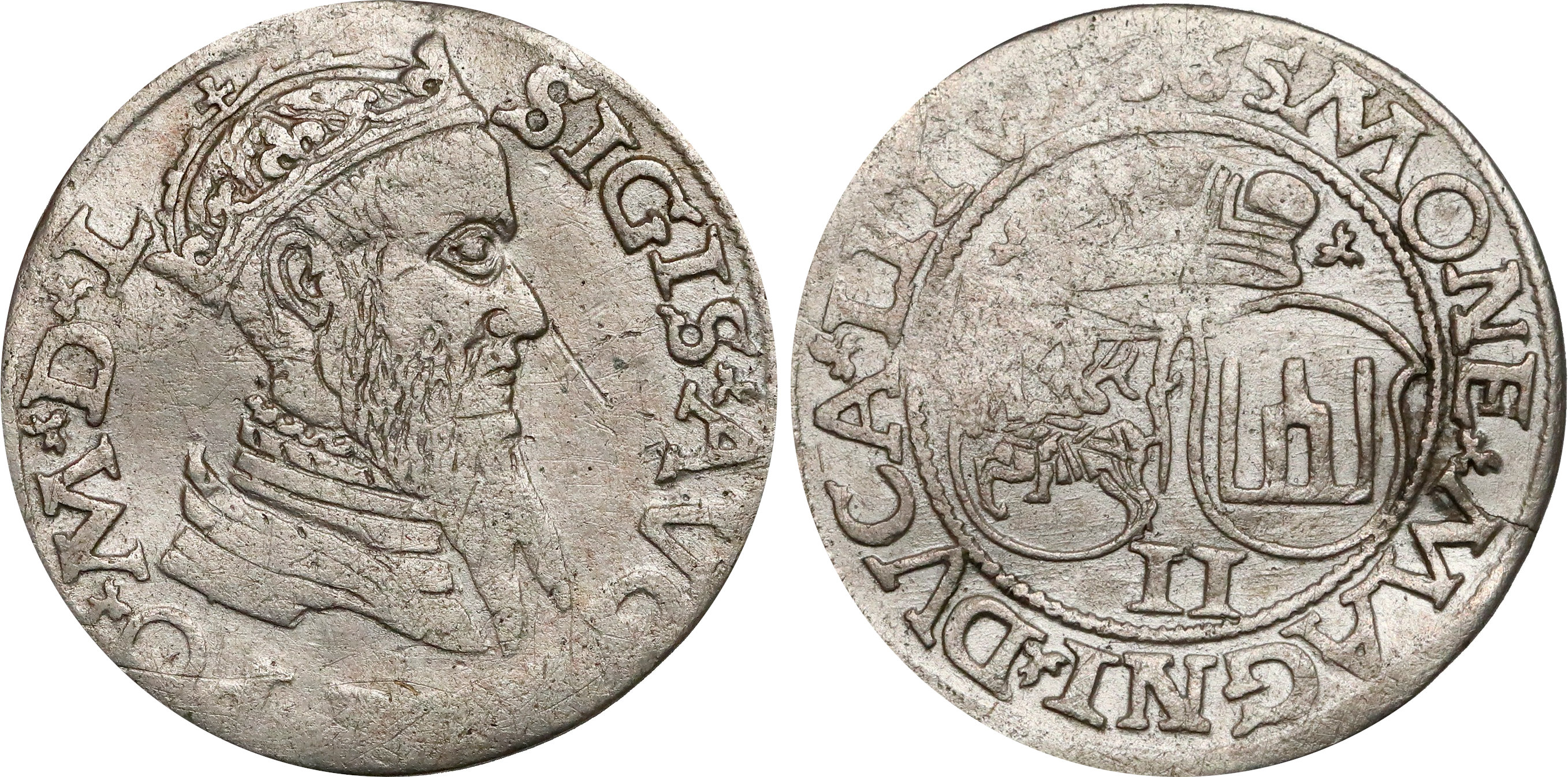
Dwojak litewski (1565)

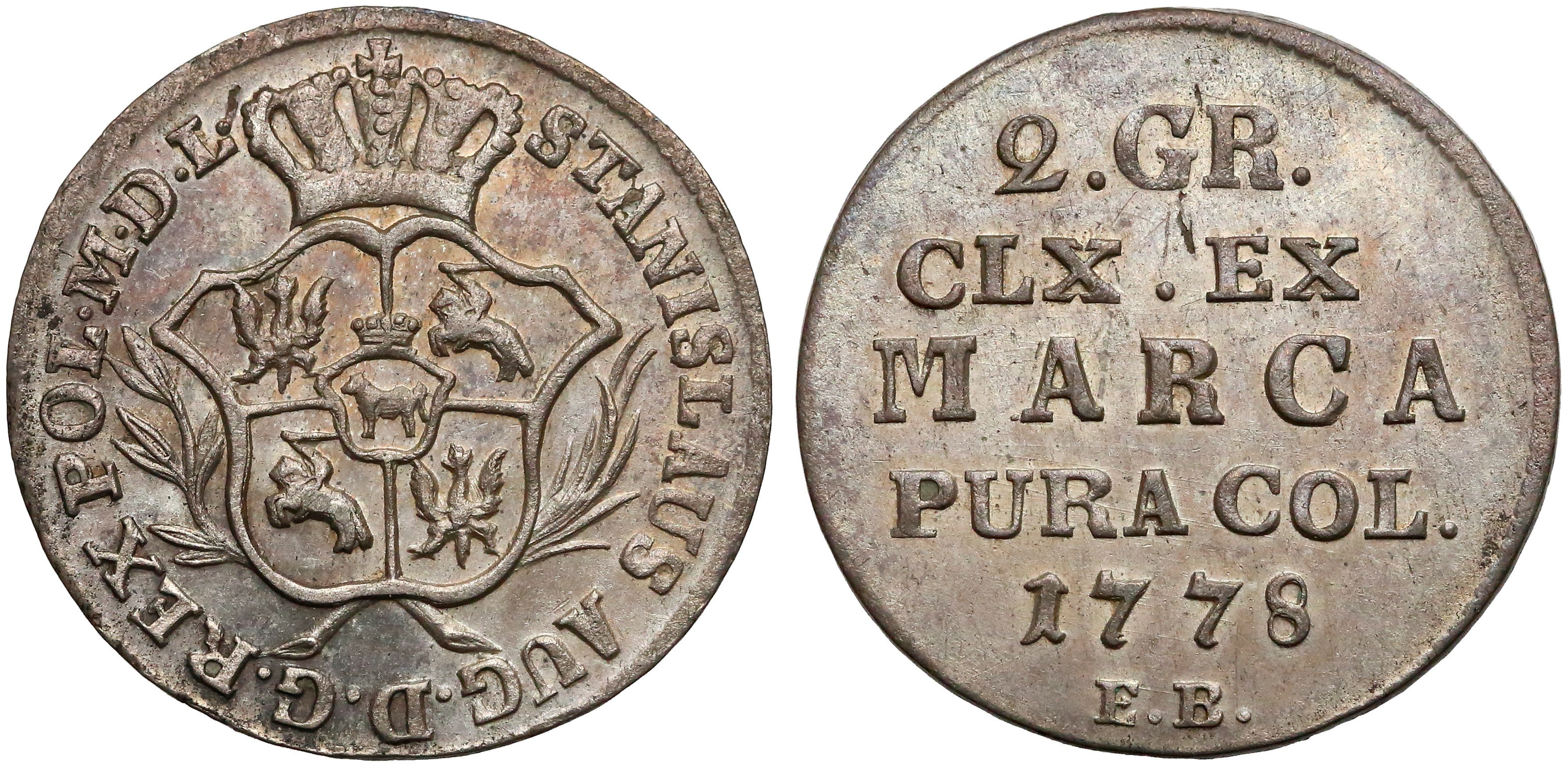
Dwojak stanisławowski (1778)

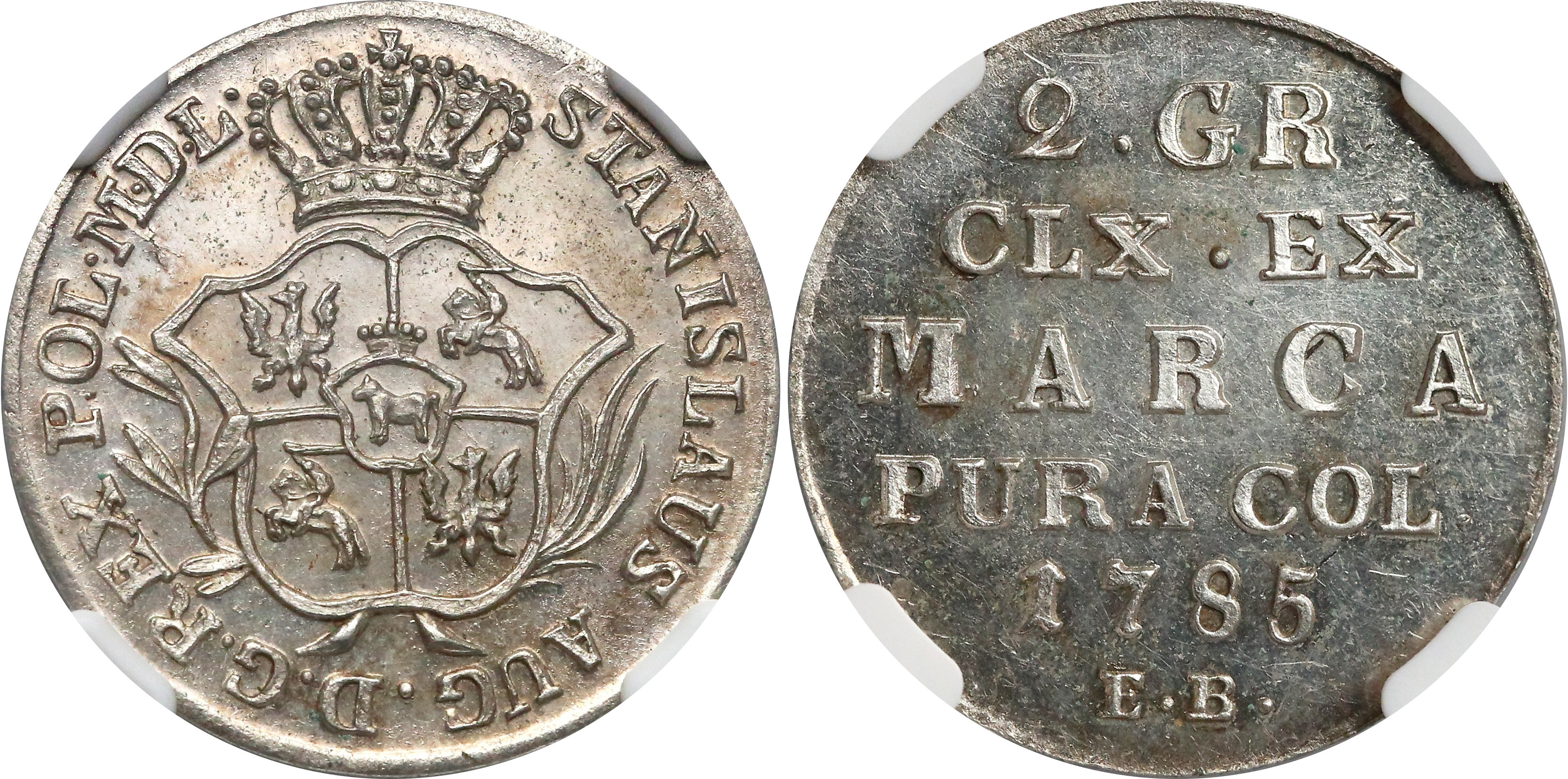
Dwojak stanisławowski (1785)

Dwojak – gatunek srebrnej monety odpowiadający dwóm groszom. 
Na terytorium państwa Jagiellonów moneta dwugroszowa pojawiła się po raz pierwszy w ramach  domniemanej litewskiej reformy monetarnej Zygmunta II Augusta z 1565 r. Gatunek ten, podobnie jak czworak, miał dopomóc w zharmonizowaniu systemów monetarnych Korony i Litwy. Przy obowiązującej relacji: 
4 grosze litewskie = 5 groszy polskich,  
dwugrosz był odpowiednikiem czterech półgroszy litewskich albo pięciu koronnych. Dwojaki Zygmunta Augusta bito wyłącznie w 1565 r. ze srebra próby 875 o masie 1,82 grama. 
Po raz drugi monetę dwugroszową (dwojaka) wypuszczono w okresie Jana Kazimierza, bijąc ją już na nieco większą skalę w latach: 
- 1650–1652,
- 1654,

w wielu mennicach, zarówno koronnych, jak i miejskich (Gdańsk, Toruń, Elbląg). Były to monety o masie 1,25 grama srebra próby 438. 
Następne dwojaki pojawiły się w wyniku reformy z 1766 r. Związek tych monet z poprzednikami można co najwyżej nazwać nominalnym. Dwugroszówki były elementem systemu, w którym zdefiniowano zarówno grosze srebrne jak i miedziane. Bito jedynie 2 grosze srebrne, które potocznie nazywano półzłotkiem (3,34 grama srebra próby 438). Druga reforma monetarna czasów stanisławowskich – ta z 1787 r. – skasowała ten gatunek pieniądza. 
Od 1924 r. w Polsce praktycznie nieprzerwanie znajdują się w obiegu monety zdawkowe o nominale 2 grosze. 